# Tāng (achternaam)
Tāng (汤) is een veel voorkomende Chinese achternaam en staat op de zevenentwintigste plaats van de Baijiaxing. Er is ook een iets minder voorkomende achternaam, Táng.
Koreaans: 탕/tang/t'ang/thang, 상/sang

Japans: とう (tō), しょう (shō), ゆ (yu)

Vietnamees: than, thang 

## Oorsprong
Volgens de mythe stamt de achternaam Tāng 汤 van keizer Shang Tang. Sommigen denken dat de mensen uit het Tibetaans Hoogland met de achternaam Tanggu 汤古, nadat ze in China kwamen hun achternaam in Tāng 汤 hebben veranderd. Tijdens de Sui-dynastie veranderden velen met de achternaam Yang 杨 in Tāng 汤, omdat de achternaam van de heersers van die dynastie Yang 杨 was. Tijdens de Tang-dynastie veranderden velen met de achternaam Táng 唐 in Tāng 汤. Dit zijn maar enkele veranderingen van achternamen, in de hele Chinese geschiedenis zijn meer twintig achternamen veranderd in de achternaam Tāng 汤.

## Bekende personen met de achternaam Tāng of Tong 汤
- Shang Tang 汤 (商) (?-1588 v Chr), Chinese keizer uit de Shang-dynastie
- Tang Xianzu 汤显祖 (1550-1616), Chinese operascriptschrijver de leefde aan het eind der Ming-dynastie
- Tong Bo-Yue 湯寶如 (1971-), Hongkongse zangeres van de jaren negentig
- Tang Wei
- Anote Tong, president van Kiribati
- Kent Tong